# Slavkov pod Hostýnem
Slavkov pod Hostýnem, bis 1924 Slavkov (deutsch Slawkow am Hostein) ist eine Gemeinde in Tschechien. Sie liegt drei Kilometer südlich von Bystřice pod Hostýnem am Fuße des Wallfahrtsberges Hostýn und gehört zum Okres Kroměříž.

## Geographie
Slavkov pod Hostýnem befindet sich am nordwestlichen Fuße der Hosteiner Berge am Übergang zur Hanna. Das Dorf liegt linksseitig über dem Tal des Baches Slavkovský potok am Rande des Naturparks Hostýnské vrchy. Nördlich erhebt sich die Bedlina (455 m), im Osten der Hostýn (734 m), südöstlich die Bukovina (657 m), Skalný (708 m) und Na Pasekami (588 m), im Süden die Hůrka (421 m) und nordwestlich der Chlum (418 m).
Nachbarorte sind Bystřice pod Hostýnem im Norden, Vinohrádek, Lázně und Chvalčov im Nordosten, Hostýn und Na Pasekách im Osten, Rusava im Südosten, Brusné und Hranečník im Süden, Chomýž und Hlinsko pod Hostýnem im Südwesten, Chlum im Westen sowie Bílavsko, Křtomil und Rychlov im Nordwesten.

## Geschichte
Archäologische Funde, darunter ein Knochengrab aus der La-Tène-Zeit sowie Gebrauchsgegenstände aus der Zeit der Schnurkeramik und der Lausitzer Kultur, belegen eine frühzeitliche Besiedlung des Gemeindegebietes. Später errichteten die Kelten auf dem Hostýn mächtige Befestigungsanlagen mit Wällen; der Standort des Slawkower Tores ist noch erkennbar. Während des Einfalls der Goldenen Horde sollen den Legenden nach die Bewohner der Gegend 1241 auf den Hostýn geflüchtet sein. Daraufhin sollen die Tataren versucht haben, den Berg über den Stráň einzunehmen.
Erstmals urkundlich erwähnt wurde Slawkow 1349, als Oneš Trdlo und dessen Běta ihren Sitz auf der Feste Slawkow hatten. Im Jahre 1365 erwarb Boček I. von Podiebrad das Gut und schloss es seiner Herrschaft Bystřice pod Hostýnem an. Nachfolgende Besitzer waren ab 1418 die Herren von Tworkau, ab 1447 die Herren von Sovinec und danach die Herren von Sternberg und von Landstein. Seit dem Mittelalter wurde bei Slavkov Bergbau auf Silber, Gold, Eisen und Kalk betrieben, daran erinnern noch Flurnamen wie Šachtě und Vápenka. In den 1470er Jahren erwarb Ctibor II. Tovačovský von Cimburg die Herrschaft, er verkaufte sie um 1480 an Mikuláš von Hustopeče. Ihm folgte sein Schwiegersohn Burian Žabka von Limberg, der den Besitz 1555 an Přemek Prusinovský von Víckov verkaufte. Über Bohunka von Víckov gelangte die Herrschaft 1613 an deren Ehemann Václav Bítovský von Bítov. Dieser floh nach der Schlacht am Weißen Berg aus Mähren und wurde 1622 in Abwesenheit zum Verlust des Halses, der Ehre und der Güter verurteilt. Neuer Besitzer der Herrschaft wurde Zdeněk Vojtěch von Lobkowicz, dessen Sohn sie 1650 an Johann Anton von Rottal verkaufte. Während des Dreißigjährigen Krieges wurde die Gegend zunächst von den Schweden verwüstet; nach deren Abzug kam es in der angrenzenden Walachei zum Aufstand gegen die Rekatholisierung. Infolgedessen setzte der Niedergang der ganzen Gegend ein. Im Jahre 1650 bildeten die Katholiken mit 14 % der Einwohner die Minderheit; Johann Anton von Rottal setzte mit harter Hand die Rekatholisierung des Dorfes durch. Noch 1671 beklagte sich das Dekanat Holešov darüber, dass Slavkov, das einst zu den besten Dörfern gehört hatte, teils wüst und ganz und gar heruntergekommen sei. Drei Jahre später lagen von den 26 Anwesen des Dorfes noch vier wüst. Im Jahre 1683 zogen die Truppen des polnischen Königs Johann III. Sobieski auf dem Weg zur Befreiung Wiens von der türkischen Belagerung durch den Ort. Gepfarrt war Slavkov nach Bílavsko, jedoch besuchten die Einwohner in den Sommermonaten oft die Gottesdienste auf dem Svatý Hostýn oder gingen zum Kirchgang nach Bystřice. 1789 ging der Besitz nach dem Aussterben der Grafen von Rottal an den Schwiegersohn Graf della Rovere di Monte l´Abbate über und 1804 erbte dessen Neffe, Johann Nepomuk Graf von Wengerský, die Herrschaft. Ihm folgten 1827 die Freiherren Laudon. Bis zur Mitte des 19. Jahrhunderts blieb Slavkov immer nach Bystřice untertänig.
Nach der Ablösung der Patrimonialherrschaften bildete Slavkov / Slawkow ab 1850 eine Gemeinde in der Bezirkshauptmannschaft Holešov. Die meisten der Bewohner lebten von der Landwirtschaft, bei der der Anbau von Getreide, die Viehzucht und der Obstbau dominierten. Ein weiterer Teil arbeitete im Forst. Am Chlum bestanden zwei Sandsteinbrüche, in einem wurde 1868 einer der Grundsteine für das Prager Nationaltheater gebrochen. Verwendung fand der weiche Sandstein von Slavkov auch beim Bau des Olmützer Wenzelsdoms. Am 17. November 1924 bewilligte das Innenministerium das Gesuch des Bürgermeisters Alois Černocký um Erweiterung des Ortsnamens um den Zusatz pod Hostýnem / am Hostein. Seit 1961 gehört die Gemeinde zum Okres Kroměříž.

## Wappen
Beschreibung: In Silber drei schwarzen Balken am oberen Schildrand beginnend über denen eine grüne eingebogene Spitze mit einer in Silber und Rot gespaltene Lilie liegt.

## Ortsgliederung
Für die Gemeinde Slavkov pod Hostýnem sind keine Ortsteile ausgewiesen. Zu Slavkov pod Hostýnem gehört die Ansiedlung Chlum.

## Sehenswürdigkeiten
- Gemauerter Glockenturm am Dorfplatz, errichtet 1833 anstelle eines hölzernen Vorgängerbaus aus dem Jahre 1765
- Kapelle am Stráň
- Berg Hostýn mit Aussichtsturm und Kloster Svatý Hostýn
- Reste der Burg Chlum auf dem gleichnamigen Hügel
- Naturdenkmal Stráň, Hangwiese am Hostýn östlich des Ortes